# Lepidocephalichthys tomaculum
Lepidocephalichthys tomaculum är en fiskart som beskrevs av Maurice Kottelat och Lim 1992. Lepidocephalichthys tomaculum ingår i släktet Lepidocephalichthys och familjen nissögefiskar. Inga underarter finns listade i Catalogue of Life.